# Ф'яве
Ф'яве (італ. Fiavé) — муніципалітет в Італії, у регіоні Трентіно-Альто-Адідже,  провінція Тренто.
Ф'яве розташоване на відстані близько 480 км на північ від Рима, 24 км на захід від Тренто.
Населення — 1125 осіб (2014).
Щорічний фестиваль відбувається 20 січня. Покровитель — Fabiano.

## Демографія
Населення за роками:

Станом на 1 січня 2023 року в муніципалітеті офіційно проживали 93 іноземці з 13 країн, серед них 13 громадян країн Євросоюзу та 1 громадянин України.

## Сусідні муніципалітети
- Бледжо-Інферіоре
- Бледжо-Суперіоре
- Кончеї
- Ломазо
- Тенно